# František Růžička (fotbalista)
František Růžička (7. ledna 1939 - 27. února 2024) byl český fotbalista, střední obránce.

## Fotbalová kariéra
Začínal v pražské Aritmě. V československé lize hrál tři roky za Duklu Praha, 2 sezóny za Slavii Praha a do roku 1970 za Bohemians. Dobrý poziční hráč, tvrdý, výborně hrál hlavou. Do sítě Slavie v Edenu dal na jaře 1967 za Bohemians vítězný gól skoro ze 60 metrů. Bohemians hráli bez vyloučeného záložníka Jiřího Kříže, Růžička zahrával volný přímý kop několik metrů za půlící čárou a houštinou těl zapadl míč do sítě překvapeného brankáře Slavie. Po zápase se konal velký průvod fanoušků Bohemians klokanů z Edenu do Ďolíčku. S Duklou získal v roce 1958 mistrovský titul.

## Ligová bilance
| Ročník                                   | Zápasy | Góly | Klub            |
| ---------------------------------------- | ------ | ---- | --------------- |
| 1. československá fotbalová liga 1957/58 | -      | 0    | Dukla Praha     |
| 1. československá fotbalová liga 1958/59 | -      | 0    | Dukla Praha     |
| 1. československá fotbalová liga 1959/60 | 8      | 0    | Dukla Praha     |
| 1. československá fotbalová liga 1960/61 | 24     | 0    | Dynamo Praha    |
| 1. československá fotbalová liga 1966/67 | 21     | 0    | Bohemians Praha |
| 1. československá fotbalová liga 1967/68 | 26     | 1    | Bohemians Praha |
| 1. československá fotbalová liga 1969/70 | 23     | 0    | Bohemians Praha |
| CELKEM                                   | -      | 1    |                 |